# Fábián Csaba Béla
Fábián Csaba Béla (Zilah, 1941. május 20. – Pápa, 2019. február 1.) erdélyi magyar matematikus, közgazdász, egyetemi oktató.

## Élete
Zilahon és Szebenben járt iskolába. 1964-ben végzett számítógép szakot a Babeș–Bolyai Tudományegyetem matematika karán, majd 1972-ben közgazdasági szakot a bonni Friedrich Wilhelm Egyetemen. A közgazdaságtudományok doktora (Bonn, 1975), ezt a címet 1976-ban Bukarestben matematikai doktori címnek ismerték el. 1964–1967 között a vajdahunyadi kombinát matematikusa, 1967–1991 a bukaresti egyetem kutatója, majd 1991–1996 között a bukaresti Közgazdasági Akadémia docense 1996-tól egyetemi tanára. 2004-től a Sapientia Erdélyi Magyar Tudományegyetem csíkszeredai helyszínén tanított. Pápán halt meg, Bukarestben temették el.

## Munkássága
Kutatási területe: matematikai programozás egész számokkal. Tudományos dolgozatait Fabian Csaba néven közölte.

### Könyvei (válogatás)
- D. L. Duţă, Cs. Fabian: Metode matematice în optimizarea croirii, Editura Tehnicã, Bucureşti, 1983
- Cs. Fabian, R. Mihalca: Analiză şi proiectare pe obiecte, Editura Societate Autonomă de Informatică, Bucureşti, 1996
- R. Mihalca, Fabian Cs., A. Uţa, F. Simion: Analiză şi proiectare orientate obiect, Instrumente de tip CASE, Editura Societate Autonomă de Informatică, Bucureşti, 1998
- V. Chichernea, Cs. Fabian, C. Botezatu, R. Mihalca: Proiectarea sistemelor informatice, Editura SILVI, 2001, Bucureşti
- Cs. Fabian: Allgemeine Informatik, Woerterbuch der Fachbegriffe, Editura ASE, Bucureşti, 1996
- Cs. Fabian, V. Ivancenco, I. Intorsureanu, O. Muntean: Woerterbuch der Fachbegriffe, Editura ASE, Bucureşti, 2002
- R. Mihalca, Cs. Fabian, A. Uţa, I. Intorsureanu: Realizarea produselor software, Editura ASE, Bucureşti, 2001
- R. Mihalca, Cs. Fabian, A. Uţa, I. Intorsureanu: Realizarea produselor program aplicative, Editura ASE, Bucureşti, 2003

### Szakcikkei (válogatás)
- C. Chirica, Cs. Fabian, Gh. Weisz: Solving Problems of Large-Extention Linear Programming by one Dantzig-Wolfe Decomposition Method on the Electronic Computer ELLIOTT 803B, ECECSR nr.1/1968, pp. 21–32.
- C. Chirica, Gh. Weisz, Cs. Fabian: Metodology for solving big size linear programmings problems with a little computer, carried out at the Hunedoara's integrated Works Computational Centre, Bulletin Mathematique Tom. 12 (60) nr. 1/1968, pp. 31–39.
- Cs. Fabian, S. Rudeanu, Gh. Weisz: Rezolvarea problemelor de programare pseudobcoleana cu ajutorul unui calculator electronic, Studii şi cercetäri matematice tom. 20, nr.10/1968, pp. 1447–1452.
- Cs. Fabian: Lexikographisch monoton steigende Knapsackprobleme, Institut für Ökonometrie und Operations Research, Raport no. 7207, Friedrich Wilhelm Universitat, Bonn, 1972.
- Cs. Fabian: Verknüpfung des Dekompositionsprinzips von Benders mit dem Prinzip des lexikographischen Suchens, Proceedings in Operations Research, Phisica Verlag, 1974, pp. 192–203.
- Cs. Fabian: Convex mixed-integer nonseparable programming, Methods of Operations Research Vol. 40, Phisica Verlag, pp. 303–306.
- V. Nica, Cs. Fabian, Z. Kormos: Shortest path problem on parallel processors, Proceedings of the 18th Symposium on Operations Research, Springer Verlag, 1994.